# Takayuki Nishigaya
Takayuki Nishigaya (født 12. maj 1973) er en tidligere japansk fodboldspiller og træner.
Han har spillet for flere forskellige klubber i sin karriere, herunder Nagoya Grampus Eight og Avispa Fukuoka.
Han har tidligere trænet Mito HollyHock og SC Sagamihara.